# 里珀斯豪森
里珀斯豪森（德語：Rippershausen）是德国图林根州的一个市镇。总面积11.49平方公里，总人口869人，其中男性430人，女性439人（2011年12月31日），人口密度76人/平方公里。